# Comunitats joàniques
Les comunitats joàniques era un grup dels primers cristians (segle i, després de la mort i resurrecció de Jesús) que es remunta al testimoni de l'apòstol Joan, fill de Zebedeu, o bé al de Maria Magdalena, postura que defensa l'erudit bíblic Raymond Brown. En aquestes comunitats apareixen alguns dissidents. El punt fonamental de la dissidència és la confessió cristològica: els que s'han separat de la comunitat no reconeixen Jesús com el Messies.